# Mirza coquereli
Mirza coquereli је врста примата из породице патуљастих лемура (Cheirogaleidae).

## Распрострањење
Мадагаскар је једино познато природно станиште врсте.

## Станиште
Врста Mirza coquereli има станиште на копну.

## Угроженост
Ова врста је на нижем степену опасности од изумирања, и сматра се скоро угроженим таксоном.

### Популациони тренд
Популација ове врсте се смањује, судећи по расположивим подацима.